# Ed Thigpen
Edmund Leonard Thigpen, ps. „Mr Taste” (ur. 28 grudnia 1930 w Chicago, zm. 13 stycznia 2010 w Kopenhadze) – afroamerykański perkusista jazzowy, mistrz gry miotełkami.

## Życiorys
Niedługo po jego narodzinach, rodzice przenieśli się do Saint Louis. Był synem perkusisty Bena Thigpena, znanego m.in. z występów w zespole Andy’ego Kirka The Clouds of Joy. Kiedy miał pięć lat, doszło do separacji rodziców i razem z matką wyjechał do Los Angeles. Matka zmarła, gdy był nastolatkiem. W tym okresie uczył się grać na fortepianie, śpiewał w chórze kościelnym oraz chodził na kurs tańca. Uczęszczał do Thomas Jefferson High School, do której w różnym okresie chodzili też perkusista Chico Hamilton, trębacz Art Farmer i saksofonista Dexter Gordon. W szkolnej orkiestrze grał na perkusji. Po zakończeniu nauki przez krótki czas studiował socjologię w Los Angeles City College. Chcąc podjąć karierę muzyka, przerwał studia i wrócił do ojca do St Louis. Następnie podjął współpracę z Peanuts Whalum’s Orchestra i okazjonalnie grał w jam sessions z późniejszym gigantem jazzu, wychowanym w St Louis Milesem Davisem.
W 1951 przeprowadził się do Nowego Jorku i rozpoczął pracę w The Savoy Ballroom w zespole trębacza Cootie’ego Williamsa. W 1952 – trwała wówczas wojna koreańska – został powołany do U.S. Army. Przez dwa lata grał w orkiestrze wojskowej. Po zakończeniu służby w 1954 i powrocie do Nowego Jorku szybko zyskał renomę nowego talentu perkusji jazzowej i otrzymywał wiele propozycji pracy.
W połowie lat 50. występował i nagrywał z takimi wykonawcami jak wokalistki Dinah Washington i Dorothy Ashby, saksofoniści Johnny Hodges, Eddie „Cleanhead” Vinson, Ernie Wilkins, Charlie Rouse i Paul Quinichette, pianiści Bud Powell, Billy Taylor, Lennie Tristano i Toshiko Akiyoshi, kontrabasista Oscar Pettiford i multinstrumentalista Gil Mellé.
W latach 1959–1966 był członkiem tria pianisty Oscara Petersona, jednego z najsłynniejszych tego rodzaju zespołów w historii jazzu. Dokonał z nim licznych nagrań, które złożyły się na kilkadziesiąt płyt. Po odejściu z tria nagrał jako lider swój pierwszy album Out of the Storm. W 1967 dołączył do zespołu towarzyszącego „Królowej Jazzu” Elli Fitzgerald podczas koncertów na całym świecie.
W 1972 zakończył pracę z grupą Fitzgerald, wyjechał do Europy i zamieszkał w Kopenhadze. Pracował głównie jako sideman, występując i nagrywając m.in. z mieszkającymi na Starym Kontynencie amerykańskimi luminarzami jazzu. Zajmował się także nauczaniem, wykładając na szeregu uczelni europejskich i amerykańskich. Pisał również książki jazzowo-instruktażowe z zakresu gry na perkusji.
W ostatnich latach życia cierpiał na chorobę Parkinsona. Przed śmiercią był hospitalizowany w Hvidovre z powodu kłopotów z drogami oddechowymi i sercem. Zmarł w wieku 79. lat. Został pochowany na kopenhaskim cmentarzu Zachodnim (sekcja A, rząd 5, grób nr 50b).

### Małżeństwo i dzieci
Był żonaty. Miał syna Michaela i córkę Denise.

## Wybrana dyskografia

### Jako lider lub współlider
- 1966 Out of the Storm (Verve)
- 1974 Ed Thigpen’s Action-re-action (Sonet)
- 1978 Prize/Winners – Svend Asmussen–Kenny Drew–Niels-Henning Ørsted Pedersen–Ed Thigpen (Matrix)
- 1990 Young Men & Olds (Timeles Records)
- 1991 Mr. Taste – The Ed Thigpen Trio (Justin Time)
- 2002 The Element of Swing – Ed Thigpen Rhythm Features Joe Lovano–Carsten Dahl–Jesper Bodilsen (Stunt Records)
- 2004 Ed Thigpen Scantet – #1 (Stunt)

### Jako sideman
Z Ellą Fitzgerald
- 1971 Ella à Nice (Pablo)
- 1972
  - Jazz at Santa Monica Civic ’72 (Pablo)
  - Ella Loves Cole (Atlantic)
- 1999 Ella in Budapest, Hungary (Pablo)

Z Curtisem Fullerem i Kaiem Windingiem
- 1980 Giant Bones '80 (Sonet)

Z Oscarem Petersonem
- 1958 
  - Oscar Peterson Plays „My Fair Lady” (Verve)
  - Sonny Stitt Sits in with the Oscar Peterson Trio (Verve)
- 1959
  - A Jazz Portrait of Frank Sinatra (Verve)
  - The Jazz Soul of Oscar Peterson (Verve)
  - Porgy and Bess (Verve)
  - Oscar Peterson Plays the Duke Ellington Songbook (Verve)
  - Oscar Peterson Plays the George Gershwin Songbook (Verve)
  - Oscar Peterson Plays the Richard Rodgers Songbook (Verve)
  - Oscar Peterson Plays the Jerome Kern Songbook (Verve)
  - Oscar Peterson Plays the Cole Porter Songbook (Verve)
  - Oscar Peterson Plays the Harry Warren Songbook (Verve)
  - Oscar Peterson Plays the Irving Berlin Songbook (Verve)
  - Oscar Peterson Plays the Harold Arlen Songbook (Verve)
  - Oscar Peterson Plays the Jimmy McHugh Songbook (Verve)
  - Oscar Peterson Plays „Porgy & Bess” (Verve)
- 1960
  - Swinging Brass with the Oscar Peterson Trio (Verve)
  - Ben Webster Meets Oscar Peterson (Verve)
- 1961
  - Live from Chicago (Verve)
  - Very Tall (Verve)
- 1962 
  - Night Train (Verve)
  - Affinity (Verve)
  - West Side Story (Verve)
- 1964
  - The Oscar Peterson Trio in Tokyo 1964 (Pablo)
  - We Get Requests (Verve)
  - Oscar Peterson Trio + One – Clark Terry (Verve)
- 1965 Eloquence (Limelight)
- 1982 Oscar Peterson with Clark Terry (Mercury Jazz Masters)

Z Billym Taylorem
- 1957
- My Fair Lady Loves Jazz (ABC-Paramount)
  - The New Billy Taylor Trio (ABC-Paramount, 1957)
  - The Billy Taylor Touch (Atlantic)
- 1959 Taylor Made Jazz (Argo)

Różni wykonawcy
- 1965 I/We Had a Ball (Limelight)
- 1975 Explosive Drums (Black & Blue)

Zestawienie wg dat wydania płyt

## Publikacje
- Talking Drums, wyd. Ed Thigpen Productions/University of Michigan, 1965
- Rhythm Analysis and Basic Coordination for Drums, wyd. Action-Reaction, 1977
- The Sound of Brushes, wyd. (nowe) Alfred Music, 2000, ISBN 0-7692-9431-6
- Rhythm Brought to Life – A Rhythmic Primer, wyd. (nowe) Alfred Music, 2000, ISBN 0-7692-9615-7

## Nagrody i wyróżnienia
- 2002 Wprowadzenie do Panteonu Sław Sztuk Perkusyjnych (Percussive Arts Hall of Fame)[5]